# 重返20岁 (电影)
《重返20岁》（英語：20 Once Again）是中韓臺合資拍攝製作的奇幻爱情喜剧电影，导演陈正道，主演杨子姗、归亚蕾、陈柏霖、鹿晗。讲述了70岁奶奶沈梦君（归亚蕾 饰），不可思议地变身为二十岁的妙龄少女孟丽君（杨子姗 饰），重获青春的沈梦君不仅体会到了年轻带来的机遇与活力，更品尝到了爱情的酸涩滋味。然而，就在她沉浸在幸福的幻觉中不能自拔之时，一场意外将她抛到了人生的十字路口之前，二十岁还是七十岁，沈梦君必须做出选择。

## 剧情
嘮叨碎唸愛譏諷人的老奶奶沈梦君（歸亞蕾飾演），由於丈夫早逝，整個家由她一人撐起所以相當強勢，也因此從未做過心裡真正想作的事情，除了前管家李伯和小孫子项前进（鹿晗飾演）之外，身邊幾乎沒有人喜歡她，跟她同住一個屋簷下的媳婦（李宜娟飾演），也因受不了她長時間毒舌叨唸精神崩潰而住院，為了減輕媳婦的壓力以及能盡早康復，男主人项国斌（趙立新飾演）雖不捨但決定將母親送進養老院。
老奶奶在知道了家人這個決定之後很傷心，散心的路途中恰巧路過一家店，名為“青春照相館”，想留下身影作個紀念，沒想到這一拍竟讓老奶奶神奇的回到了20歲時的年輕模樣，并化名为孟丽君（楊子姍飾演）。變年輕的老奶奶也決定瞞著家人去完成當歌星的夢想，隨之而來的際遇不但讓她加入了孫子的創立的樂團當主唱，更引發音樂總監谭子明（陳柏霖飾演）與身為團長的孫子為她爭風吃醋，她也再一次有了「戀愛的感覺」，並從年輕人的立場與角度中理解自己以前的碎唸有多惹人厭，而在一場小意外中發現只要失血就會讓外貌老去。
就在登台演出之前，回家拿表演工具的孫子卻遭遇一場重大車禍住院急需輸血，孫子所需的特殊血型與奶奶一樣，男主人後來知道少女就是自己的母親時，希望母親能趁年輕狀態去做她想做的事情，彌補當初養家而犧牲青春的缺憾，不必為了輸血就變回去，車禍的兒子他會自己想辦法救，少女馬上拒絕，表明為了孫子與兒子她願意犧牲一切，最後孫子救回來了，而她的容貌身型也變回老奶奶樣。
結尾時男主人、媳婦與老奶奶開著電視看著孫子與成為主唱的孫女在螢幕上表演而拍手叫好，歷經這些事後老奶奶與家人感情也變融洽了，而老奶奶變回少女的秘密，始終只有身為兒子的男主人與自己的好友李伯知道，與總監若有似無的愛情也成為甜蜜的回憶。

## 演出
| 演员   | 角色     | 备注                                                                                               |
| 杨子姗 | 孟丽君   | 年輕時的沈夢君，喜愛鄧麗君，後化名為孟麗君，最後因輸血給出意外的孫子項前進而變回原本的樣貌         |
| 归亚蕾 | 沈梦君   | 愛碎念的老奶奶，因害得媳婦崩潰住院，家人打算將她送進養老院，想留下回憶在青春照相館拍照意外變回20歲 |
| 鹿晗   | 項前進   | 沈夢君的孫子，喜歡音樂，因為全家只有奶奶支持他做音樂，所以和奶奶特別親，對孟麗君有好感             |
| 陳柏霖 | 譚子明   | 音樂經紀公司的總監，喜歡孟麗君                                                                     |
| 王德顺 | 李大海   | 十幾歲時被送到沈夢君家當傭人，喜歡沈夢君，也是第一個知道沈夢君就是孟麗君的人                       |
| 赵立新 | 项国斌   | 沈夢君的獨生子，大學教授，專門研究老年人，第二個也是最後一個知道孟麗君身分的人                     |
| 李宜娟 | 杨琴     | 項國斌的妻子，因身體狀況差，不能受刺激，使得沈夢君必須被送到養老院                                 |
| 尹航   | 项欣然   | 項前進的雙胞胎姊姊，兩人只差5分鐘，平時兩人愛鬥嘴                                                  |
| 夏子涵 | Cindy    | 譚子明的助理，喜歡譚子明                                                                           |
| 林丛   | 李晓燕   | 李大海女儿                                                                                         |
| 周雨彤 | 小美學姐 | |

## 電影歌曲
主題曲
- 鹿晗 - 《我們的明天》
  - 楊子姍 - 《我們的明天》

插曲
- 楊子姍 - 《償還》（原為鄧麗君之作品）
- 楊子姍 - 《微甜的回憶》
- 楊子姍 - 《給我一個吻》（原為張露之作品）
- 鹿晗 - 《愛情向前進》

## 制作
- 为了演好角色，杨子姗现场经常观摩归亚蕾表演，还按照剧情设计，亲自演唱了片中所有的歌曲。

- 该片是鹿晗回中国大陸之后的电影处女作。[1]

- 2014年6月3日，该片开机，主要拍摄地是天津市。[2]

- 《重返20岁》和韩国高口碑卖座神片《奇怪的她》是中韩同时开发的“孪生姐妹”电影，陈正道导演因为年初忙于《催眠大师》的工作，未能赶上与韩国版本同时开拍，错过了一起上映的机会。

## 票房
中国大陆首周四天收获1.26亿人民币居亚军。次周收1.21亿夺冠；第三周取得7622万居亚军。最终票房达到了3.6亿人民币，刷新了中韩合拍电影的票房纪录。
| 上一届： 《博物馆奇妙夜3》 | 2015年中国一周票房冠军 第3周（1月12日—1月18日） | 下一届： 《霍比特人：五军之战》 |